# Episodi di Atto d'infedeltà
La prima stagione della serie televisiva drammatica turca Atto d'infedeltà (Dünyayla Benim Aramda), composta da 8 episodi, è stata distribuita sul servizio di streaming Disney+ tramite il portale Star dal 14 settembre al 26 ottobre 2022.
In Italia la stagione è stata distribuita sul servizio di streaming Disney+ tramite il portale Star dal 14 dicembre 2022 al 25 gennaio 2023.
| n° | Titolo originale      | Titolo italiano          | Pubblicazione Turchia | Pubblicazione Italia |
| -- | --------------------- | ------------------------ | --------------------- | -------------------- |
| 1  | İnkar                 | Berlin                   | 14 settembre 2022     | 14 dicembre 2022     |
| 2  | Şüphe                 | Il dubbio                | 14 settembre 2022     | 14 dicembre 2022     |
| 3  | Blöf                  | La scelta                | 21 settembre 2022     | 21 dicembre 2022     |
| 4  | Yüzleşme              | L'inizio della fine      | 28 settembre 2022     | 28 dicembre 2022     |
| 5  | Kabulleniş            | Ricordi dolorosi         | 5 ottobre 2022        | 4 gennaio 2023       |
| 6  | Hayata Dönüş          | Io non ti conosco        | 12 ottobre 2022       | 11 gennaio 2023      |
| 7  | Bırakmak              | Irresistibile attrazione | 19 ottobre 2022       | 18 gennaio 2023      |
| 8  | Dünyayla Benim Aramda | L'amore non corrisposto  | 25 ottobre 2022       | 25 gennaio 2023      |